# Montero (Call Me by Your Name)
"Montero (Call Me by Your Name)" (estilizado como "MONTERO (Call Me by Your Name)") é uma canção do rapper americano Lil Nas X. O primeiro preview da canção foi lançado no intervalo do Super Bowl LV em um comercial da Logitech, em fevereiro de 2021. Em 26 de março de 2021, após meses falando sobre a canção, Lil Nas X finalmente a disponibilizou, junto com as artes associadas. Foi escrita por Lil Nas X junto com os seus produtores, Take a Daytrip, Omer Fedi e Roy Lenzo. A canção é o primeiro single do primeiro álbum de estúdio de Lil Nas X, intitulado Montero (2021).  O lançamento da canção foi acompanhado por um videoclipe liberado no canal do YouTube do artista.

## Composição
A canção tem uma temática queer. Lil Nas X revela que a letra fala sobre um homem que ele conheceu em meados dos ano de 2020. Na letra, Lil Nas X diz ao seu amante que ele não quer mais estar no down-low (uma gíria afro-americana que normalmente se refere a uma subcultura de homens negros que se identificam como heterossexuais, mas que fazem sexo com outros homens). A canção é de gênero de hip hop e electropop com violão e palmas em sincopação. A revista Billboard descreveu a canção como "uma faixa estilo flamenca com uma sutil batida trap", enquanto a Consequence of Sound notou influências reggaeton.

## Recepção
A música e o videoclipe receberam elogios por serem "descaradamente queer" (gay). Adam B. Vary, escrevendo para a revista Variety, afirmou que o clipe "mudava tudo para os artistas gays", notando que muitos cantores LGBT como Jonathan Knight do New Kids on the Block e Lance Bass do NSYNC costumavam cantar sobre mulheres e permaneceram "no armário", enquanto outros artistas como Elton John e Ricky Martin não cantavam explicitamente sobre sua sexualidade. Ele também notou que artistas como Frank Ocean e Troye Sivan foram mais ousados sobre sua sexualidade, mas não haviam alcançado o mesmo nível de sucesso comercial que Lil Nas X. David Harris, um mestre (magister) da Igreja de Satã, aprovou a representação no videoclipe de sexo consensual, além do final satânico de Lil Nas X se coroando como o próprio Satã.
Por outro lado, o videoclipe e alguns apetrechos mostrados nele (como o tênis de Lil Nas X) receberam críticas de comentaristas da direita conservadora nos Estados Unidos, alguns dos quais a consideraram imoral ou prejudicial para as crianças. A governadora da Dakota do Sul, Kristi Noem, a comentarista conservadora Candace Owens e o pastor evangélico Mark Burns reagiram negativamente ao clipe no Twitter, assim como fez o ex-jogador de basquete Nick Young. Em resposta as críticas, Lil Nas X escreveu no seu Twitter: "Há um tiroteio em massa toda semana [nos Estados Unidos] que nosso governo não faz nada para impedir. Eu descendo num poste feito de CGI não é o que está destruindo a sociedade". Ele completou dizendo: "Não vou passar minha carreira inteira tentando cuidar de seus filhos. Esse é o seu trabalho".

## Prêmios e indicações
| Ano  | Organização                    | Prêmio                                  | Resultado | Ref.   |
| ---- | ------------------------------ | --------------------------------------- | --------- | ------ |
| 2021 | MTV Millennial Awards          | Global Hit of the Year                  | Indicado  | [ 24 ] |
| 2021 | Rockbjörnen                    | Canção Estrangeira do Ano               | Indicado  | [ 25 ] |
| 2021 | MTV Video Music Awards         | Vídeo do Ano                            | Venceu    | [ 26 ] |
| 2021 | MTV Video Music Awards         | Melhor Vídeo com Mensagem Social        | Indicado  | [ 26 ] |
| 2021 | MTV Video Music Awards         | Melhor Direção (Lil Nas X e Tanu Muino) | Venceu    | [ 26 ] |
| 2021 | MTV Video Music Awards         | Melhor Direção de Arte (John Richoux)   | Indicado  | [ 26 ] |
| 2021 | MTV Video Music Awards         | Melhor Efeito Visual (Mathematics)      | Venceu    | [ 26 ] |
| 2021 | MTV Millennial Awards (Brasil) | Global Hit                              | Indicado  | [ 27 ] |
| 2021 | BET Hip Hop Awards             | Melhor Vídeo de Hip Hop                 | Indicado  | [ 28 ] |
| 2021 | BET Hip Hop Awards             | Trilha de Impacto                       | Indicado  | [ 28 ] |
| 2021 | UK Music Video Awards          | Melhor Video Pop Internacional          | Indicado  | [ 29 ] |
| 2021 | Los 40                         | Melhor Canção Internacional             | Pendente  | [ 30 ] |
| 2021 | Los 40                         | Melhor Vídeo Internacional              | Pendente  | [ 30 ] |
| 2021 | MTV Europe Music Awards        | Melhor Canção                           | Pendente  | [ 31 ] |
| 2021 | MTV Europe Music Awards        | Melhor Vídeo                            | Pendente  | [ 31 ] |
| 2021 | MTV Europe Music Awards        | Melhor Vídeo com Mensagem Social        | Pendente  | [ 31 ] |
| 2021 | Prémios People's Choice        | A Canção de 2021                        | Pendente  | [ 32 ] |
| 2021 | Prémios People's Choice        | O Vídeo Musical de 2021                 | Pendente  | [ 32 ] |

## Tabelas musicais
| Paradas (2021)                                    | Melhor posição |
| ------------------------------------------------- | -------------- |
| Argentina (Argentina Hot 100)                     | 61             |
| Austrália (ARIA)                                  | 1              |
| Áustria (Ö3 Austria Top 75)                       | 1              |
| Bélgica (Ultratop 50 de Flandres)                 | 2              |
| Bélgica (Ultratop 50 da Valônia)                  | 2              |
| Bolívia (Monitor Latino)                          | 16             |
| Brasil (UBC Top Streaming)                        | 9              |
| Canadá (Canadian Hot 100)                         | 1              |
| Canadá (Billboard CHR/Top 40)                     | 2              |
| Canadá (Billboard Hot AC)                         | 32             |
| Comunidade dos Estados Independentes (Tophit)     | 3              |
| Colômbia (Monitor Latino)                         | 8              |
| Costa Rica (Monitor Latino)                       | 3              |
| República Checa (Rádio Top 100)                   | 77             |
| República Checa (Singles Digitál Top 100)         | 1              |
| Dinamarca (Tracklisten)                           | 2              |
| República Dominicana (Monitor Latino)             | 4              |
| El Salvador (Monitor Latino)                      | 12             |
| Europa (Billboard Euro Digital Song Sales)        | 9              |
| Finlândia (Suomen virallinen lista)               | 1              |
| França (SNEP)                                     | 1              |
| Alemanha (Offizielle Deutsche Charts)             | 2              |
| Mundo (Billboard Global 200)                      | 1              |
| Grécia (IFPI)                                     | 1              |
| Guatemala (Monitor Latino)                        | 8              |
| Hungria (Single Top 40)                           | 3              |
| Hungria (Stream Top 40)                           | 1              |
| Irlanda (IRMA)                                    | 1              |
| Israel (Media Forest)                             | 1              |
| Itália (FIMI)                                     | 10             |
| Japão (Billboard Hot Overseas)                    | 9              |
| Lituânia (AGATA)                                  | 1              |
| Malásia (RIM)                                     | 10             |
| México (Billboard Airplay)                        | 13             |
| Países Baixos (Dutch Top 40)                      | 7              |
| Países Baixos (Single Top 100)                    | 2              |
| Nova Zelândia (Recorded Music NZ)                 | 2              |
| Noruega (VG-lista)                                | 1              |
| Panamá (Monitor Latino)                           | 4              |
| Paraguai (Monitor Latino)                         | 5              |
| Polónia (Polish Airplay Top 100)                  | 30             |
| Portugal (AFP)                                    | 1              |
| Romênia (Airplay 100)                             | 21             |
| Rússia (Tophit Airplay)                           | 2              |
| Singapura (RIAS)                                  | 3              |
| Eslováquia (Rádio Top 100)                        | 30             |
| Eslováquia (Singles Digitál Top 100)              | 1              |
| Espanha (PROMUSICAE)                              | 5              |
| Suécia (Sverigetopplistan)                        | 4              |
| Suíça (Schweizer Hitparade)                       | 2              |
| Reino Unido (UK Singles Chart)                    | 1              |
| Estados Unidos (Billboard Hot 100)                | 1              |
| Estados Unidos (Billboard Adult Top 40)           | 32             |
| Estados Unidos (Billboard Dance/Mix Show Airplay) | 18             |
| Estados Unidos (Billboard Mainstream Top 40)      | 6              |
| Estados Unidos (Billboard Rhythmic)               | 10             |
| Estados Unidos (Rolling Stone Top 100)            | 1              |

## Históricos de lançamentos
| Região         | Data                | Formato(s)                 | Versão       | Gravadora | Ref.   |
| -------------- | ------------------- | -------------------------- | ------------ | --------- | ------ |
| Mundo          | 26 de março de 2021 | Download digital streaming | Original     | Columbia  | [ 90 ] |
| Estados Unidos | 30 de março de 2021 | Rádios rhythmic            | Original     | Columbia  | [ 91 ] |
| Mundo          | 30 de março de 2021 | Download digital streaming | Extendida    | Columbia  |        |
| Mundo          | 31 de março de 2021 | Download digital streaming | Instrumental | Columbia  |        |
| Itália         | 2 de abril de 2021  | Rádios mainstream          | Original     | Sony      | [ 92 ] |
| Estados Unidos | 6 de abril de 2021  | Rádios mainstream          | Original     | Columbia  | [ 93 ] |